# エゾユズリハ
エゾユズリハ（蝦夷楪・蝦夷譲葉、学名: Daphniphyllum macropodum subsp. humile）は、ユズリハ科ユズリハ属の常緑低木。多雪地の林に生える。

## 特徴
雌雄異株。太平洋側の温暖な地方に分布するユズリハが、本州の日本海側の多雪地帯に適応した亜種。
高さは1 - 3メートル (m) ほどになり、枝は粘性があり、しなって折れにくい。幹は下部でよく枝分かれする。樹皮は赤褐色で浅い縦筋があり、皮目がまばらにある。枝は緑色で滑らか、葉痕が目立つ。
葉は枝に互生し、長さ3 - 5センチメートル (cm) の葉柄を持ち、葉の形は楕円形から倒卵状長楕円形で長さ9 - 20 cm、幅5 - 6 cm、基部は円形またはくさび形で、先は短く尖る。ユズリハよりもやや小さく、葉質は薄い。葉の縁は全縁で、表面は光沢を持ち、裏面はやや緑白色を帯びる。
花期は5 - 6月、花には花被がなく、葉腋から総状花序を出す。果期は10-11月、長い果柄を持つ卵形の果実をつける。
冬芽は卵形で赤みを帯びる。

## 分布と生育環境
北海道、本州の中部地方以北の日本海側に分布し、多雪地の林床に自生する。ユキツバキ、ヒメモチ、ヒメアオキ、ツルシキミ、ハイイヌガヤなどの日本海要素の常緑地這植物とともに、ブナ林などの林床にみられる。

## 近縁種
- ユズリハ Daphniphyllum macropodum
- ヒメユズリハ Daphniphyllum teijsmannii